# Бутузов, Владимир Станиславович
Владимир Станиславович Бутузов (род. 27 мая 1994, Прокопьевск, Кемеровская область) — российский хоккеист, нападающий.

## Клубная карьера
Воспитанник прокопьевского хоккея. За 4 сезона в регулярном чемпионате МХЛ сыграл 137 матчей, забросил 45 шайб, отдал 36 голевых передач. Всего набрал 81 очко, имея показатель полезности «плюс/минус» 20. Заработал 143 минуты штрафа.
Дебютировал в КХЛ за «Сибирь» 5 сентября 2013 года в матче против новокузнецкого «Металлурга». Первое очко набрал в гостевом матче против рижского «Динамо» (1:4), забросив шайбу в первом периоде и сравняв счёт в матче.
7 октября 2024 года в матче «Сибири» против «Ак Барса» в Казани забил свой 100-й гол в КХЛ.

## Карьера в сборной
Получил вызов в молодёжную сборную России до 20 лет (1994 г.р.), которая должна была выступать в Финляндии на международном турнире «4-х Наций» (30.08 — 02.09). В третьем матче Subway Super Series молодежная сборная России обыграла команду OHL — 5:2. В той игре Владимир Бутузов открыл счёт своим голом за молодёжную сборную.

## Личная жизнь
Двоюродный брат Станислава Бутузова. 
Женат с 5 июня 2020 года на Анастасии Акимовой. 11 октября 2021 года родилась дочь Алиса.

## Статистика
| Легенда | Легенда                    | Легенда | Легенда                   | Легенда | Легенда    |
| ------- | -------------------------- | ------- | ------------------------- | ------- | ---------- |
| И       | Количество проведённых игр | Штр     | Штрафное время            | +/−     | Плюс-минус |
| Г       | Голы                       | П       | Голевые передачи          | О       | Очки       |
| -       | Статистика неизвестна      | —       | Статистика не учитывалась |         |            |

## Достижения
- Победитель Дивизиона Чернышёва в сезоне 2014/2015
- Бронзовый призёр чемпионата КХЛ в сезоне 2014/2015